# Friedemann Steiger

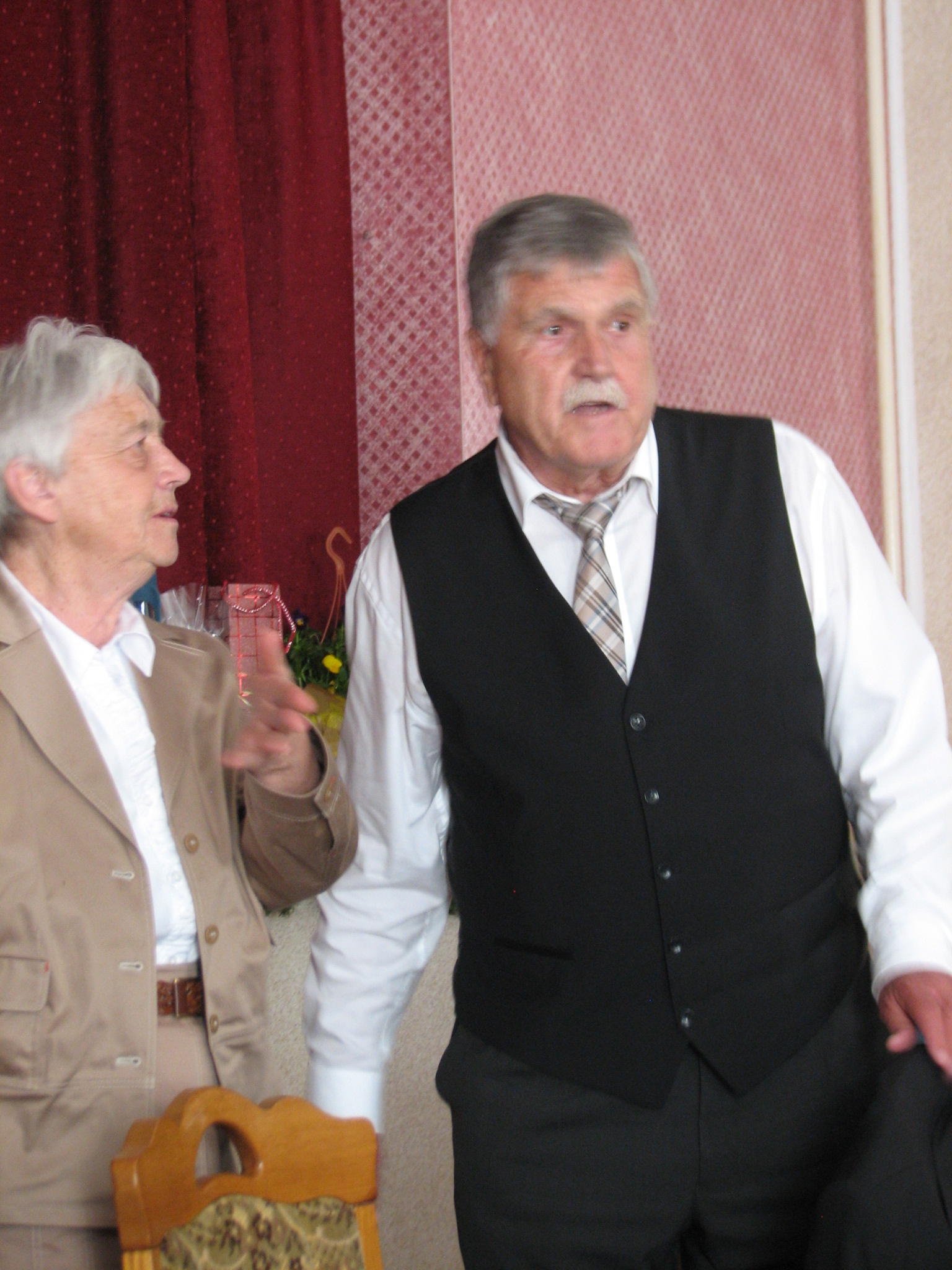
Ilse und Friedemann Steiger (2018)

Franz Max Friedemann Steiger (* 8. April 1938 in Erfurt) ist ein deutscher evangelischer Pfarrer und Schriftsteller. Er war von 1964 bis 2000 Pfarrer der St.-Lukas-Kirche in Krippehna.

## Leben
Friedemann Steiger wuchs in Gebesee in Thüringen als ältestes von vier Kindern des evangelischen Pfarrers von Gebesee, Herbert Steiger, und dessen Ehefrau Annemarie Steiger (geb. Neubauer) auf. Er hat eine Schwester (Anna-Maria Meussling) und zwei Brüder. Er studierte Evangelische Theologie in West-Berlin und Halle (Saale). Anschließend trat er ein Vikariat in Mansfeld an und absolvierte das Predigerseminar in Wittenberg. Von 1964 bis 2000 war Friedemann Steiger in Nordsachsen als Pfarrer mehrerer Kirchengemeinden tätig. Er ist seit 1967 als Gründungsmitglied im Posaunenchor Krippehna musikalisch aktiv.
2005 erklärte die Gemeinde Schönwölkau Friedemann Steiger zu ihrem Ehrenbürger. Seit dem Ende seiner Tätigkeit als Pfarrer veröffentlicht Friedemann Steiger fortlaufend Prosa und Lyrik, überwiegend im Selbstkostenverlag. Steiger ist verheiratet mit der Indologin Ilse Steiger, geb. Günzel. Das Ehepaar lebt in Göritz und hat einen Sohn.

## Zitat

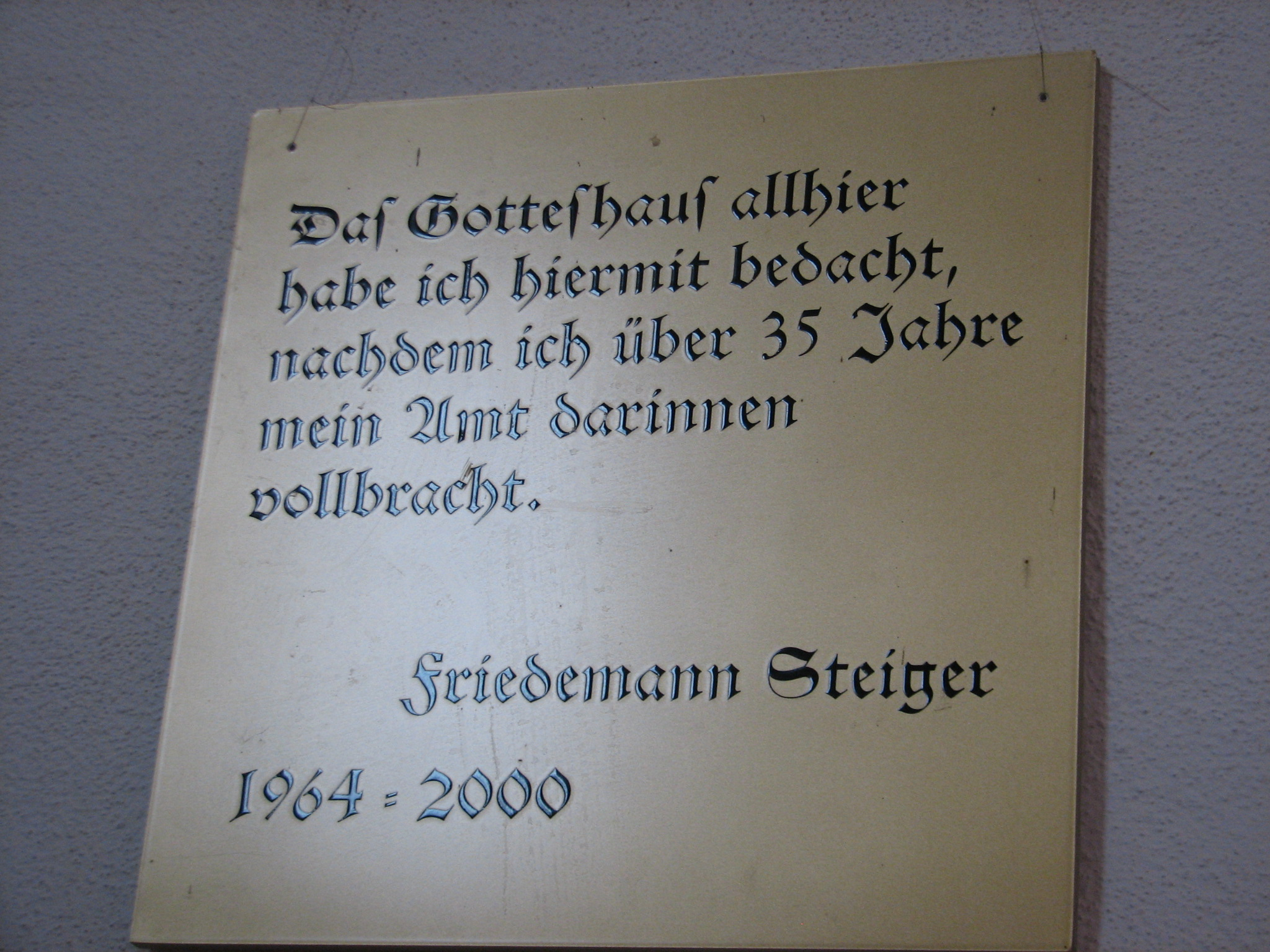
Jubiläumsschild für Friedemann Steiger in der Kirche Krippehna

„Meine Texte erzählen „Kirche von unten“. Ich habe versucht, bei den Menschen zu bleiben. Das bedeutet, bei ihren Problemen, Zerrissenheiten, Störungen und Menschlichkeiten, krasser: im „Dreck der Welt“. Das heißt aber auch, bei ihren Freuden, Empfindlichkeiten, Verheißungen und Träumen. Tränen sind hier wie dort geflossen. Ich habe sie nicht gezählt. Dass der Humor nicht zu kurz gekommen ist, hoffe ich.“

## Werke (Auswahl)
- Sagenhafte Geschichte zwischen Elbe und Mulde. Wartburg Verlag, Weimar 2006, ISBN 978-3-86160-180-7.
- Alte und junge Traditionen im Landkreis Delitzsch. Tauchaer Verlag, Taucha 2004. ISBN 3-89772-082-5.
- Wahre Geschichten um Hans Kohlhase. Tauchaer Verlag, Taucha 2001. ISBN 3-89772-034-5.
- Das Reitergrab in der Dübener Heide. Sagen und alte Geschichten aus der Landschaft zwischen mittlerer Elbe und unterer Mulde. Wartburg Verlag, Jena 1991, ISBN 3-86160-014-5.
- Landschaft einer Seele. Betrachtungen zu und mit Ernst Barlach. Benno Verlag, Leipzig 1990, ISBN 3-7462-1228-6.
- Du bist bei mir. Variationen über Psalm 23. Evangelische Haupt-Bibelgesellschaft, Berlin/Altenburg 1988, ISBN 3-7461-0060-7. (Zusammenstellung der Texte)